# Lista de prefeitos de Natal (Rio Grande do Norte)
A lista de prefeitos de Natal, capital do estado do Rio Grande do Norte, é um importante registro da história política da cidade. Este artigo apresenta a relação completa dos prefeitos que governaram a capital potiguar, destacando seus mandatos e contribuindo para um entendimento amplo da evolução política e institucional de Natal.
A cidade de Natal possui uma trajetória política marcada pela atuação de seus prefeitos, responsáveis pela administração municipal ao longo dos anos. A chefia do Executivo municipal é regulamentada pela Lei Orgânica do Município de Natal, promulgada em 3 de abril de 1990, que estabelece as diretrizes para o funcionamento da Prefeitura, os poderes do prefeito e as normas que regem a administração pública local.
A sede oficial do Poder Executivo municipal é o Palácio Felipe Camarão, localizado na Cidade Alta, bairro histórico da capital. O edifício abriga o gabinete do prefeito e setores administrativos essenciais ao funcionamento da gestão pública. Nomeado em homenagem ao líder indígena potiguar que resistiu à invasão holandesa no século XVII, o Palácio Felipe Camarão é um dos símbolos da administração municipal e do patrimônio histórico de Natal.
A estrutura administrativa do município evoluiu ao longo dos séculos. Durante o período colonial e imperial, a cidade foi governada por autoridades nomeadas pelo governo central, como os presidentes da província e os intendentes municipais. Com a Proclamação da República, em 1889, e a consolidação da autonomia municipal, o cargo de prefeito foi oficialmente estabelecido. Inicialmente, os prefeitos eram nomeados pelo governador do estado, mas, com o avanço da democracia no Brasil, passaram a ser eleitos pelo voto popular, processo que se consolidou ao longo do século XX.
Desde então, Natal tem sido administrada por uma diversidade de gestores, cada um enfrentando desafios específicos de seu tempo, como o crescimento populacional, o desenvolvimento urbano e as crises econômicas. Ao longo da história, destacam-se nomes como Djalma Maranhão, prefeito na década de 1960, reconhecido por suas políticas educacionais inovadoras, e Wilma de Faria, a primeira mulher a ocupar o cargo, trazendo avanços na modernização da máquina pública e na infraestrutura urbana.
Atualmente, o prefeito de Natal é Paulinho Freire, do partido União Brasil. Ele foi eleito no segundo turno das eleições municipais de 2024, realizadas em 27 de outubro, obtendo 55,34% dos votos válidos, enquanto sua adversária, Natália Bonavides (PT), alcançou 44,66%. A posse ocorreu em 1º de janeiro de 2025, em cerimônia realizada no Teatro Riachuelo.

## Prefeitos de Natal –Brasil República(1889 – atualmente)
As cores, que estão relacionadas ao brasão de Natal, indicam a forma como cada Chefe do Executivo chegou ao cargo.

### Primeira República (1889–1930)
Presidentes da Intendência eleitos indiretamente ou nomeados pelo governo do estado
| Nº | Presidente da Intendência            | Retrato                    | Partido político                 | Período de Governo                                 | Vice-presidente            | Eleição   | Referências e Notas   |
| -- | ------------------------------------ | -------------------------- | -------------------------------- | -------------------------------------------------- | -------------------------- | --------- | --------------------- |
| 1  | Joaquim Ignácio Pereira              |                            | Partido Republicano Potiguar PRP | 16 de janeiro de 1890 até 13 de fevereiro de 1890  | Vago; sem vice-presidente. | Não houve | [ nota 1 ] [ nota 2 ] |
| 2  | Fabrício Gomes Pedroza               |                            | Partido Republicano Potiguar PRP | 13 de fevereiro de 1890 até 15 de novembro de 1895 | Vago; sem vice-presidente. | Não houve | [ nota 3 ] [ nota 4 ] |
| 2  | Fabrício Gomes Pedroza               | Vestremundo Artemio Coelho | Partido Republicano Potiguar PRP | 13 de fevereiro de 1890 até 15 de novembro de 1895 | 1892                       |           | [ nota 3 ] [ nota 4 ] |
| 3  | João Avelino Pereira de Vasconcellos |                            | Partido Republicano Potiguar PRP | 15 de novembro de 1895 até 10 de dezembro de 1895  | Olympio Tavares            | 1895      | [ nota 3 ]            |
| 4  | Olympio Tavares                      |                            | Partido Republicano Potiguar PRP | 10 de dezembro de 1895 até 1 de março de 1898      | Vago; sem vice-presidente. | Não houve | [ nota 5 ]            |
| 5  | Joaquim Manoel Teixeira de Moura     |                            | Partido Republicano Potiguar PRP | 1 de março de 1898 até 31 de agosto de 1909        | Vago; sem vice-presidente. | Não houve | [ nota 6 ]            |
| 6  | Romualdo Galvão                      |                            | Partido Republicano Potiguar PRP | 31 de agosto de 1909 até 1 de janeiro de 1916      | Vago; sem vice-presidente. | Não houve | [ nota 7 ]            |
| 7  | Vicente Inácio Pereira               |                            | Partido Republicano Potiguar PRP | 1 de janeiro de 1916 até 1 de setembro de 1919     | Vago; sem vice-presidente. | Não houve | [ nota 6 ]            |
| 8  | Theodósio Paiva                      |                            | Partido Republicano Potiguar PRP | 1 de setembro de 1919 até 30 de março de 1924      | Vago; sem vice-presidente. | Não houve | [ nota 6 ]            |
| 9  | José Lagreca                         |                            | Partido Republicano Potiguar PRP | 30 de março de 1924 até 30 de abril de 1924        | Vago; sem vice-presidente. | Não houve | [ 6 ] [ nota 6 ]      |
| 10 | Manoel Dantas                        |                            | Partido Republicano Potiguar PRP | 1 de maio de 1924 até 15 de junho de 1924          | Vago; sem vice-presidente. | Não houve | [ 7 ] [ nota 8 ]      |
| 11 | Omar O'Grady                         |                            | Partido Republicano Potiguar PRP | 15 de junho de 1924 até 8 de outubro de 1930       | Vago; sem vice-presidente. | Não houve | [ nota 9 ]            |

### Segunda República (1930–1937)
Prefeitos eleitos indiretamente ou nomeados pelo governo do estado
| Nº | Prefeito                 | Retrato | Partido político                  | Período de Governo                                | Eleição   | Referências e Notas       |
| -- | ------------------------ | ------- | --------------------------------- | ------------------------------------------------- | --------- | ------------------------- |
| 12 | Pedro Dias Guimarães     |         | Aliança Liberal AL                | 8 de outubro de 1930 até 18 de dezembro de 1931   | Não houve | [ nota 10 ]               |
| 13 | Gentil Ferreira de Souza |         | Partido Comunista do Trabalho PCT | 18 de dezembro de 1931 até 25 de novembro de 1932 | Não houve | [ nota 11 ]               |
| 14 | Sandoval Cavalcante      |         | União Democrática Brasileira UDB  | 25 de novembro de 1932 até 12 de abril de 1933    | Não houve | [ nota 12 ]               |
| 15 | Anibal Martins Ferreira  |         | Partido Democrático Nacional PDN  | 12 de abril de 1933 até 25 de novembro de 1933    | Não houve | [ nota 12 ]               |
| 16 | José Miguel Bilro        |         | Partido Democrático Nacional PDN  | 25 de novembro de 1933 até 8 de novembro de 1935  | Não houve | [ 8 ] [ 9 ] [ nota 13 ]   |
| 17 | Gentil Ferreira de Souza |         | Partido Democrático Nacional PDN  | 8 de novembro de 1935 até 25 de novembro de 1940  | Não houve | [ 10 ] [ 11 ] [ nota 14 ] |

### Terceira República (1937–1945)
Prefeitos eleitos indiretamente ou nomeados pelo governo do estado
| Nº | Prefeito                                     | Retrato | Partido político | Período de Governo                              | Eleição   | Referências e Notas |
| -- | -------------------------------------------- | ------- | ---------------- | ----------------------------------------------- | --------- | ------------------- |
| 18 | Joaquim Inácio de Carvalho Filho (1888–1948) |         | Sem partido      | 25 de novembro de 1940 até 1 de janeiro de 1942 | Não houve | [ 12 ] [ nota 16 ]  |
| 19 | Mário Eugênio Lira (1892–1965)               |         | Sem partido      | 1 de janeiro de 1942 até 23 de março de 1943    | Não houve | [ nota 16 ]         |
| 20 | José Augusto Varela (1896–1976)              |         | Sem partido      | 23 de março de 1943 até 8 de abril de 1946      | Não houve | [ nota 16 ]         |

### Quarta República (1945–1964)
Prefeitos eleitos diretamente       Prefeitos eleitos indiretamente ou nomeados pelo governo do estado       Assumiram pela linha sucessória
| Nº | Prefeito                               | Retrato | Partido político                 | Período de Governo                                | Vice-prefeito               | Eleição   | Referências e Notas       |
| -- | -------------------------------------- | ------- | -------------------------------- | ------------------------------------------------- | --------------------------- | --------- | ------------------------- |
| 21 | Sylvio Pedroza (1918–1998)             |         | Partido Social Democrático PSD   | 8 de abril de 1946 até 25 de fevereiro de 1950    | Vago; sem vice-prefeito(a). | Não houve | [ 13 ] [ nota 17 ]        |
| 22 | Claudionor Andrade (1909–1980)         |         | Partido Social Democrático PSD   | 25 de fevereiro de 1950 até 31 de janeiro de 1951 | Vago; sem vice-prefeito(a). | Não houve | [ 14 ] [ nota 18 ]        |
| 23 | Olavo Galvão (1919–2002)               |         | Partido Democrata Cristão PDC    | 31 de janeiro de 1951 até 20 de setembro de 1951  | Elyseu Leite                | Não houve | [ 15 ] [ nota 18 ]        |
| 24 | Crezo Bezerra de Melo (1914–1976)      |         | Partido Trabalhista Nacional PTN | 20 de setembro de 1951 até 8 de abril de 1954     | Vago; sem vice-prefeito(a). | Não houve | [ 16 ] [ nota 19 ]        |
| 25 | Wilson de Oliveira Miranda (1919–1988) |         | União Democrática Nacional UDN   | 8 de abril de 1954 até 8 de abril de 1956         | Vago; sem vice-prefeito(a). | Não houve | [ nota 19 ]               |
| 26 | Djalma Maranhão (1915–1971)            |         | Partido Social Democrático PSD   | 8 de abril de 1956 até 8 de abril de 1959         | Vago; sem vice-prefeito(a). | Não houve | [ 17 ] [ nota 20 ]        |
| 27 | José Pinto Freire (1920–2016)          |         | Partido Social Democrático PSD   | 8 de abril de 1959 até 1 de janeiro de 1961       | Vago; sem vice-prefeito(a). | Não houve | [ 18 ] [ 19 ] [ nota 21 ] |
| 28 | Djalma Maranhão (1915–1971)            |         | Partido Social Democrático PSD   | 1 de janeiro de 1961 até 3 de abril de 1964       | Luiz Gonzaga dos Santos     | 1960      | [ 17 ]                    |

### Quinta República (1964–1985)
Prefeitos eleitos diretamente       Prefeitos eleitos indiretamente ou nomeados pelo governo do estado       Assumiram pela linha sucessória
| Nº | Prefeito                            | Retrato | Partido político                     | Período de Governo                           | Vice-prefeito               | Eleição   | Referências e Notas       |
| -- | ----------------------------------- | ------- | ------------------------------------ | -------------------------------------------- | --------------------------- | --------- | ------------------------- |
| 29 | Tertius Rebelo (1915–1976)          |         | União Democrática Nacional UDN       | 3 de abril de 1964 até 31 de janeiro de 1966 | Raimundo Elpídio            | 1964      | [ nota 22 ]               |
| 30 | Agnelo Alves (1932–2015)            |         | Movimento Democrático Brasileiro MDB | 31 de janeiro de 1966 até 16 de maio de 1969 | Ernani Silveira             | 1965      |                           |
| 31 | Ernani Silveira (1925–2012)         |         | Aliança Renovadora Nacional ARENA    | 17 de maio de 1969 até 15 de março de 1971   | Vago; sem vice-prefeito(a). | Não houve | [ 20 ] [ 21 ] [ nota 23 ] |
| 32 | Ubiratan Pereira Galvão (1931–2016) |         | Aliança Renovadora Nacional ARENA    | 15 de março de 1971 até 11 de maio de 1972   | Vago; sem vice-prefeito(a). | Não houve | [ nota 24 ]               |
| 33 | Jorge Ivan Cascudo (1936)           |         | Aliança Renovadora Nacional ARENA    | 11 de maio de 1972 até 15 de março de 1975   | Vago; sem vice-prefeito(a). | Não houve | [ nota 24 ]               |
| 34 | Vauban Bezerra (1924–2006)          |         | Aliança Renovadora Nacional ARENA    | 15 de março de 1975 até 15 de março de 1979  | Vago; sem vice-prefeito(a). | Não houve | [ 22 ] [ nota 25 ]        |
| 35 | José Agripino Maia (1945)           |         | Partido Democrático Social PDS       | 23 de março de 1979 até 15 de maio de 1982   | Vago; sem vice-prefeito(a). | Não houve | [ nota 26 ]               |
| 36 | Manoel Pereira (1942–2016)          |         | Partido Democrático Social PDS       | 15 de maio de 1982 até 15 de março de 1983   | Vago; sem vice-prefeito(a). | Não houve | [ 23 ] [ nota 26 ]        |
| 37 | Marcos Formiga (1941–2020)          |         | Partido Democrático Social PDS       | 15 de março de 1983 até 1 de janeiro de 1986 | Vago; sem vice-prefeito(a). | Não houve | [ 24 ] [ nota 27 ]        |

### Sexta República (1985–presente)
Prefeitos eleitos diretamente       Assumiram pela linha sucessória
| Nº | Prefeito(a)                  | Retrato                                      | Partido político                                 | Período de Governo                               | Vice-prefeito(a)            | Eleição       | Referências e Notas  |
| -- | ---------------------------- | -------------------------------------------- | ------------------------------------------------ | ------------------------------------------------ | --------------------------- | ------------- | -------------------- |
| 38 | Garibaldi Alves Filho (1947) |                                              | Partido do Movimento Democrático Brasileiro PMDB | 1 de janeiro de 1986 até 1 de janeiro de 1989    | Roberto Furtado             | 1985          |                      |
| 39 | Wilma de Faria (1945–2017)   |                                              | Partido Democrático Trabalhista PDT              | 1 de janeiro de 1989 até 1 de janeiro de 1993    | Ney Lopes                   | 1988          | [ 25 ]               |
| 40 | Aldo Tinoco (1957)           |                                              | Partido da Social Democracia Brasileira PSDB     | 1 de janeiro de 1993 até 1 de janeiro de 1997    | Eveline Guerra              | 1992          |                      |
| 41 | Wilma de Faria (1945–2017)   |                                              | Partido Socialista Brasileiro PSB                | 1 de janeiro de 1997 até 5 de abril de 2002      | Marcílio Carrilho           | 1996          |                      |
| 41 | Wilma de Faria (1945–2017)   | Carlos Eduardo Alves                         | Partido Socialista Brasileiro PSB                | 1 de janeiro de 1997 até 5 de abril de 2002      | 2000                        | [ 26 ] [ 25 ] |                      |
| 42 | Carlos Eduardo Alves (1959)  |                                              | Partido Socialista Brasileiro PSB                | 5 de abril de 2002 até 1 de janeiro de 2009      | Vago; sem vice-prefeito(a). | Não houve     | [ 27 ]               |
| 42 | Carlos Eduardo Alves (1959)  | Micarla de Sousa                             | Partido Socialista Brasileiro PSB                | 5 de abril de 2002 até 1 de janeiro de 2009      | 2004                        | [ 28 ]        |                      |
| 43 | Micarla de Sousa (1970)      |                                              | Partido Verde PV                                 | 1 de janeiro de 2009 até 31 de outubro de 2012   | Paulinho Freire             | 2008          | [ 29 ] [ 30 ] [ 31 ] |
| 44 | Paulinho Freire (1964)       |                                              | Partido Progressista PP                          | 1 de novembro de 2012 até 13 de dezembro de 2012 | Vago; sem vice-prefeito(a). | Não houve     | [ 32 ] [ 33 ]        |
| 45 | Ney Lopes Júnior (1974–2021) |                                              | Democratas DEM                                   | 13 de dezembro de 2012 até 1 de janeiro de 2013  | Vago; sem vice-prefeito(a). | Não houve     | [ 34 ] [ 35 ] [ 36 ] |
| 46 | Carlos Eduardo Alves (1959)  |                                              | Partido Democrático Trabalhista PDT              | 1 de janeiro de 2013 até 6 de abril de 2018      | Wilma de Faria              | 2012          | [ 37 ] [ 38 ]        |
| 46 | Carlos Eduardo Alves (1959)  | Álvaro Dias                                  | Partido Democrático Trabalhista PDT              | 1 de janeiro de 2013 até 6 de abril de 2018      | 2016                        | [ 39 ] [ 40 ] |                      |
| 47 | Álvaro Dias (1959)           |                                              | Movimento Democrático Brasileiro MDB             | 6 de abril de 2018 até 1 de janeiro de 2025      | Vago; sem vice-prefeito(a). | Não houve     | [ 41 ] [ 42 ]        |
| 47 | Álvaro Dias (1959)           | Partido da Social Democracia Brasileira PSDB | Aíla Cortez                                      | 6 de abril de 2018 até 1 de janeiro de 2025      | 2020                        | [ 43 ]        |                      |
| 47 | Álvaro Dias (1959)           | Republicanos                                 | Aíla Cortez                                      | 6 de abril de 2018 até 1 de janeiro de 2025      | 2020                        | [ 43 ]        |                      |
| 48 | Paulinho Freire (1964)       |                                              | União Brasil UNIÃO                               | 1 de janeiro de 2025 até a atualidade            | Joanna Guerra               | 2024          | [ 44 ]               |